# Dirk Stuurman

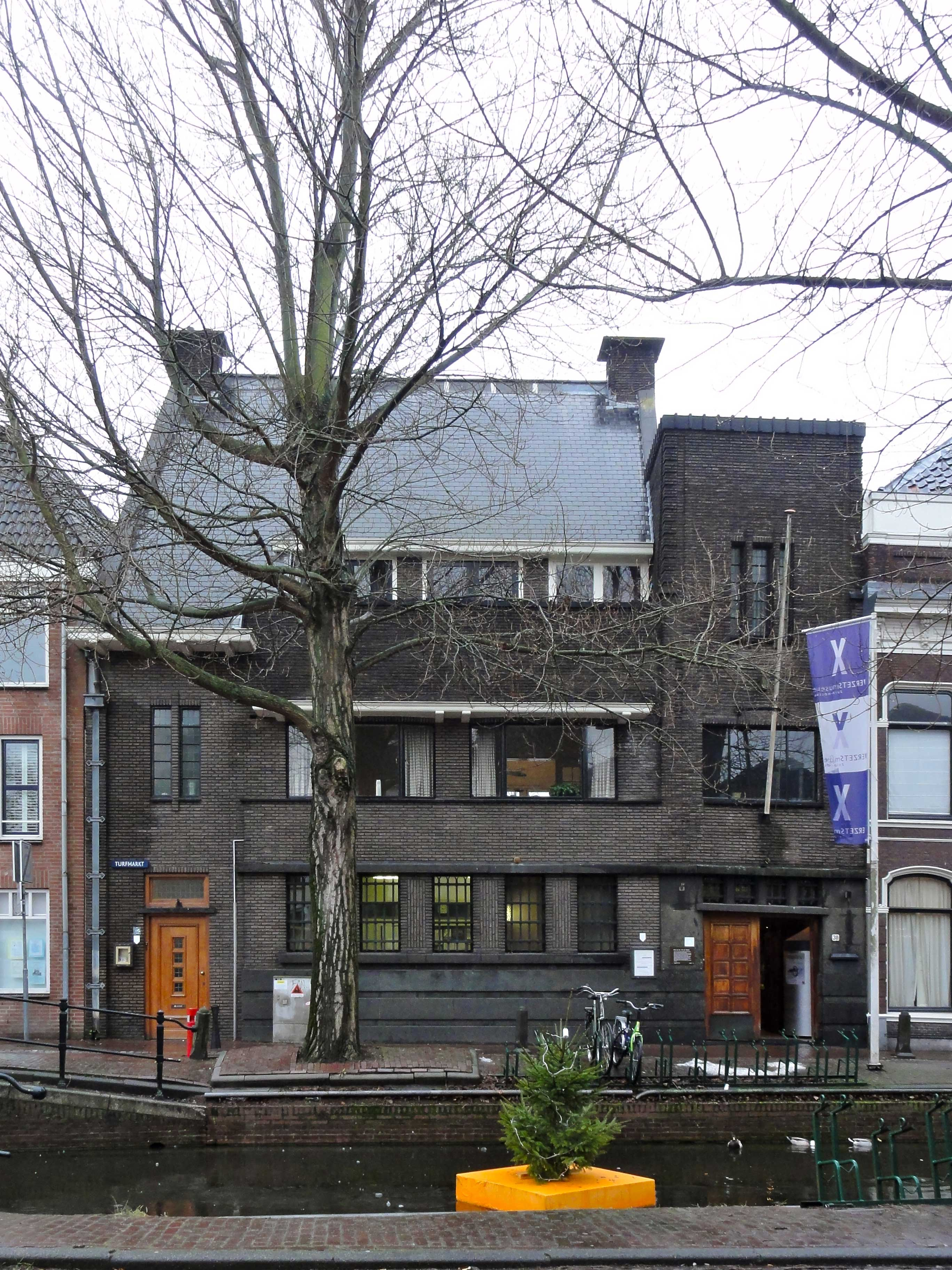
Het door Stuurman ontworpen bankgebouw Knox en Dortland aan de Turfmarkt te Gouda

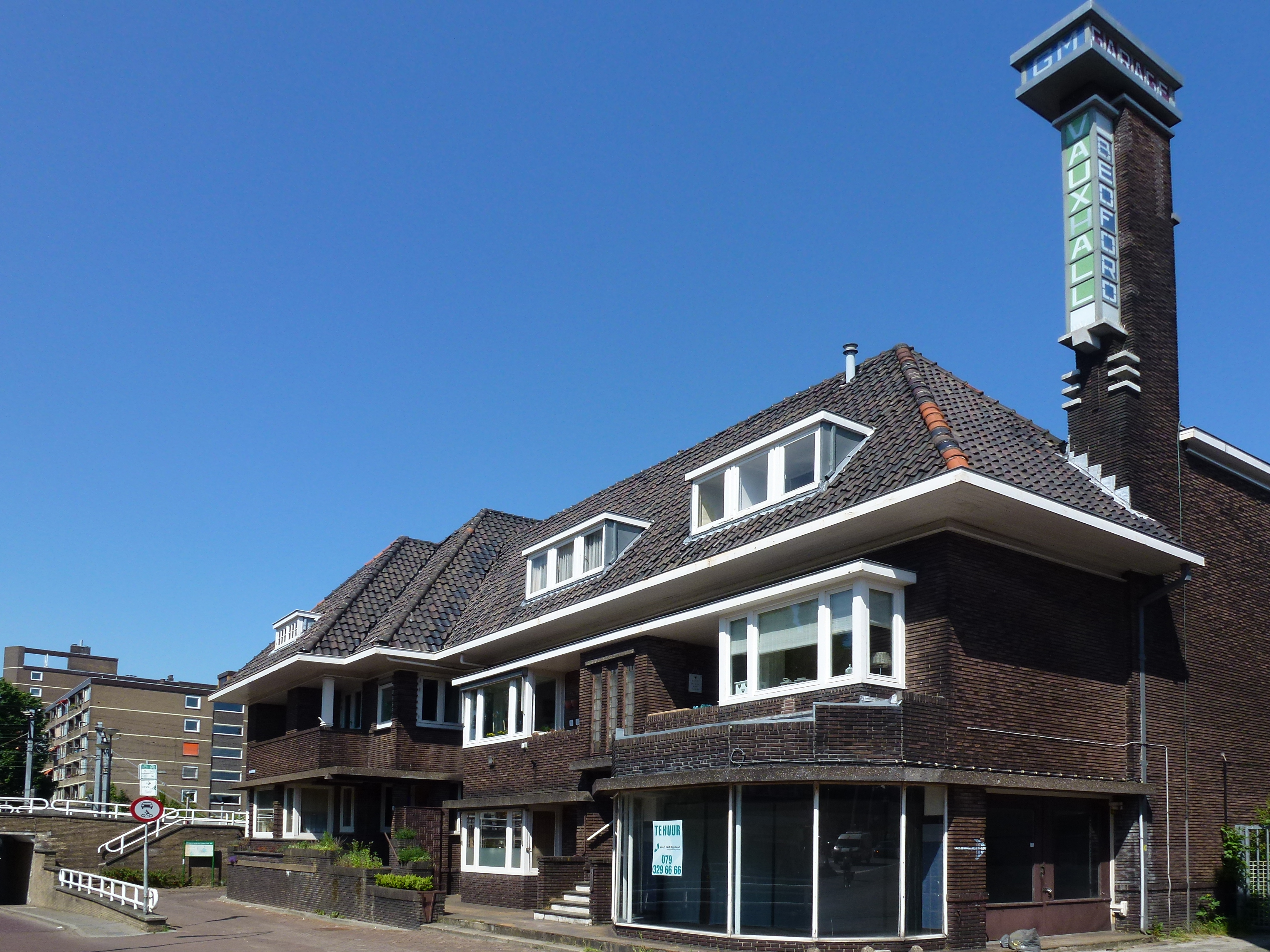
Garage Zevenhoven aan de Spoorstraat. Gemeentelijk monument

Dirk Stuurman (Ammerstol, 20 juli 1895 - Gouda, 21 oktober 1960) was een Nederlandse architect.

## Leven en werk
Stuurman werd in 1895 in Ammerstol geboren als zoon van Jillis Stuurman en van Leentje Ooms. Hij vestigde zich als architect te Gouda. In deze stad ontwierp hij enkele beeldbepalende gebouwen zoals het woonblok met de showroom, reclametoren en werkplaats van het voormalige garagebedrijf Van Zevenhoven aan de Spoorstraat en het monumentale bankgebouw van Knox en Dortland aan de Turfmarkt. Dit gebouw is erkend als een rijksmonument en was vele jaren het onderkomen van Verzetsmuseum Zuid-Holland. Hij ontwierp een woonblok aan de Da Costakade in de Korte Akkeren en de uitbreiding van het diaconessenhuis "De Wijk" te Gouda. Stuurman was als architect ook verbonden aan Kroondomeinen. Hij ontwierp een groot aantal boerderijen in Noord-Brabant en Zeeland en diverse bedrijfsgebouwen in de Noordwaard (Biesbosch).
Hij was een achterneef van de eveneens in Ammerstol geboren architect P.D. Stuurman.
Stuurman trouwde op 3 juni 1920 te Bergambacht met Maria van Vliet, dochter van Jacob van Vliet en Meijnsje Kleijn. Hij overleed in oktober 1960 te Gouda op 65-jarige leeftijd.